# گروه کافکو
گروه کافکو (انگلیسی: COFCO Group) شرکت صنایع غذایی چینی است، که در سال ۱۹۵۲ تأسیس شد.